# Kleinbahn Tharau–Kreuzburg
| Kursbuchstrecke: | 120c (1934)          |                                     |                                     |
| Streckenlänge: | 13,7 km              |                                     |                                     |
| Spurweite: | 1435 mm (Normalspur) |                                     |                                     |
| |                      |                                     |                                     |
| \| \| \| von Königsberg \| \| \| \| 0,0 \| Tharau Kleinbahnhof \| Tharau Kleinbahnhof \| \| \| \| nach Rastenburg \| \| \| \| 2,5 \| Tharau Dorf \| Tharau Dorf \| \| \| 4,2 \| Ernsthof \| Ernsthof \| \| \| 5,2 \| Bajohren-Tharau \| Bajohren-Tharau \| \| \| 6,7 \| Augustenhof (Kreis Preußisch Eylau) \| Augustenhof (Kreis Preußisch Eylau) \| \| \| 8,9 \| Groß Park \| Groß Park \| \| \| 11,7 \| Carlshof \| Carlshof \| \| \| 13,7 \| Kreuzburg (Ostpreußen) \| Kreuzburg (Ostpreußen) \| |                      |                                     |                                     |
| Strecke |                      | von Königsberg                      | von Königsberg                      |
| Bahnhof | 0,0                  | Tharau Kleinbahnhof                 | Tharau Kleinbahnhof                 |
| Abzweig ehemals geradeaus und nach links |                      | nach Rastenburg                     | nach Rastenburg                     |
| Bahnhof (Strecke außer Betrieb) | 2,5                  | Tharau Dorf                         | Tharau Dorf                         |
| Bahnhof (Strecke außer Betrieb) | 4,2                  | Ernsthof                            | Ernsthof                            |
| Bahnhof (Strecke außer Betrieb) | 5,2                  | Bajohren-Tharau                     | Bajohren-Tharau                     |
| Bahnhof (Strecke außer Betrieb) | 6,7                  | Augustenhof (Kreis Preußisch Eylau) | Augustenhof (Kreis Preußisch Eylau) |
| Bahnhof (Strecke außer Betrieb) | 8,9                  | Groß Park                           | Groß Park                           |
| Bahnhof (Strecke außer Betrieb) | 11,7                 | Carlshof                            | Carlshof                            |
| Kopfbahnhof Streckenende (Strecke außer Betrieb) | 13,7                 | Kreuzburg (Ostpreußen)              | Kreuzburg (Ostpreußen)              |

Die Kleinbahn-AG Tharau–Kreuzburg wurde am 3. Juli 1907 vom preußischen Staat, der Provinz Ostpreußen und dem Landkreis Preußisch Eylau gegründet. Sie eröffnete am 26. Juli 1908 eine normalspurige Kleinbahn, die vom Bahnhof Tharau der Staatsbahnstrecke Königsberg – Rastenburg ausging, die von der Ostpreußischen Südbahn erbaut worden war. Der Bahnhof Tharau lag mitten im Dorf Wittenberg. Die neue Strecke führte in südwestlicher Richtung nach der Kleinstadt Kreuzburg (früher Creuzburg) in der Landschaft Natangen. Hier hatte auch die örtliche Bahnverwaltung ihren Sitz.
Auf der 14 km langen Strecke führte die Ostdeutsche Eisenbahn-Gesellschaft in Königsberg den Betrieb, für den zwei Dampflokomotiven, vier Personen- und sechs Güterwagen zur Verfügung standen. 1939 verkehrten täglich vier Zugpaare.
Am 29. Januar 1945 wurde die Bahn bei der Eroberung der Stadt Kreuzburg weitgehend zerstört und danach nicht wieder aufgebaut.

## Omnibusbetrieb
Seit dem 1. Oktober 1930 besaß die Bahn auch einen Omnibusbetrieb. 1939 wurden mit zwei Fahrzeugen die Linien Königsberg – Schrombehnen – Rositten und Preußisch Eylau – Landsberg – Bartenstein befahren.